# 平新艇事件
平新艇事件（へいしんていじけん）は、1966年に北朝鮮の漁船が亡命を求めて日本へと密航した事件である。日本が南北朝鮮の対立に巻き込まれるなどの影響を受けた。

## 事件の概要

### 密航
1966年（昭和41年）9月7日正午ごろ、北朝鮮の新義州にある新義州水産事業所所属の底引漁船「平新艇4-034号」（146トン）が僚船の「平新艇4-033号」とともに北朝鮮近海の黄海に出漁した。「平新艇4-034号」（以下、平新艇）には20人が乗船しており、水産高校の生徒4人に漁船の乗員13人、朝鮮労働党の党員と北朝鮮政府係員2人も乗船していた。また北朝鮮の漁船は民兵組織であるため武装していた。
9月13日に平新艇は漁場を移動中に僚船とはぐれた。この機会にかねてから共産主義に反感を持っていた副船長（当時26歳）と副機関長（同31歳）と甲板員2人（同29歳と21歳）は、2か月前から日本へ亡命するために密航する計画を立てていた。そして14日午前3時40分ごろ叛乱を起こし、役人が持ち込んだ火器で密航に反対する船長や機関長、党と政府の係員ら7人を射殺、現場海域で遺体を遺棄した。そして他の9人を船室に監禁し日本に向けて航行した。途中大韓民国（以下、韓国）の済州島近海で韓国漁船を襲撃し、日本付近の海図を強奪していた。

### 入港
日本への密航は、途中で海上保安庁に発見されることはなかった。そして9月17日に山口県下関市竹崎町の岸壁に接岸、下関海上保安署に自首してきた。海上保安庁で叛乱の事実を告げたため、海上保安庁が平新艇を捜索したところ、船長室は血まみれで弾痕があった。またソ連製自動小銃2丁、小銃2丁、軽機関銃1丁、弾丸1000発以上もあった。そのため海上保安庁は船員を密入国と銃刀法違反容疑などで逮捕した。
なお、4人が亡命しようとした理由であるが、首謀者の一人は兄弟が親日的であるとして北朝鮮政府に処刑されたと主張していた。また副船長の親族が偶然にも下関にある韓国領事館に勤めていた。さらに甲板員の一人は北朝鮮国籍であったが、北京出身の中国人であった。

### 国際問題化
北朝鮮の社会安全省はただちに船員と船体の引渡しを要求する電報を日本政府によこした。また韓国政府も乗員13人の自由意志を尊重するように要求した。特に首謀者4人の身柄を引き受ける意向を伝えてきた。これは首謀者4人は共産主義から逃れてきた者（当時の韓国では北朝鮮からの亡命者を帰順勇士と呼んでいた）であり、もし北朝鮮に戻れば叛乱罪で死刑になるのは確実であったためである。
平新艇の叛乱は公海上で発生したため、国際法上は「旗国主義」により船籍のある北朝鮮に裁判権があるが、日本からすれば北朝鮮は未承認国家であり朝鮮半島唯一の合法政府は日韓基本条約で韓国のみと承認していた。そのため日本政府は船員の身柄取扱いに対し政治的判断をしなければならなくなった。また殺人事件を起こした叛乱者であるだけでなく海賊行為までしていたという事実も問題を複雑化させていた。そのうえ朝鮮総連と北朝鮮と関係の深い日本社会党が、北朝鮮当局の主張どおり13人全員を北朝鮮へ送還するように日本政府に要求した。
法務省は首謀者の亡命を未承認国の国民であり、また殺人事件が絡むとして政治亡命を認めず、強制退去させる事にした。しかし、どの国に強制退去させるかについて政治的判断を必要とした。9月20日に4人は韓国への亡命を希望するようになっていた。そのため韓国政府はただちに身柄引受けのために警備艇を派遣したが海上保安庁が下関沖で阻止したため引きかえした。その後韓国は毎日のように身柄引き取りのために船舶を派遣し、中には韓国海軍の駆潜艇まで下関港にやってきた。また亡命を希望しない9人に対し事情聴取のため上陸させて移送しようとしたところ韓国居留民団に取り囲まれ韓国に行くように説得される一幕もあった。
結局、首謀者4人について殺人や密航については起訴猶予となり残りの9人については不起訴処分になった。また船体と船員の返還にソ連が仲介するとの申し入れがあった。最終的に外務省は4人を国外退去にするが韓国への移送を認め、残りの船員と船体をソ連の仲介で引き渡すことに決定した。

### 移送
首謀者の4人は、拘留期限が切れる9月28日にマイクロバスで福岡空港まで移送され、ここで国外退去処分となった。ただちに4人は大韓航空の特別機に乗せられ釜山経由でソウルに向かった。しかし、移送までは朝鮮総連による抗議活動と民団による歓迎活動が同時に行われたことから、朝鮮半島の南北対立が日本で繰り広げられた。なお韓国への亡命が成就した4人は、韓国では住居が斡旋されたほか、金銭の提供や働き口の紹介をうけるなど大歓迎された。また一連の殺人行為などについてはやむを得ぬ事情として理解された。
残りの9人は横浜に移送され、10月3日に横浜港からナホトカに向かうソ連の定期貨客船バイカル号で離日したが、そこには朝鮮総連の群衆が見送りをしていた。9人はソ連経由で新義州には15日に到着した。また平新艇の船体は下関から曳航され10月24日に伊豆半島・伊東沖でソ連の曳船に引き渡され、11月に母港に帰還したという。

## 事件の意味と影響

### 「若者たち」
この平新艇事件で思わぬ影響を受けた日本のテレビドラマがあった。その番組はフジテレビ系で放映されていた『若者たち』で、父母のいない貧乏5人兄弟が罵りあいながら助け合って生活する人気ドラマであった。
このドラマの第33話（1966年9月23日放映予定）「さよなら」は在日朝鮮人が登場するシナリオで、ゲストキャラクターに対する日本人による朝鮮人差別と朝鮮人の民族的自覚が描かれていた。しかし試写したフジテレビの上層部が、「（事件で）日韓関係が微妙になっている。これ以上刺激を与えたくない」として放送中止を指令した上に、9月30日の第34話を最後に番組そのものを打ち切りとした。これに対し視聴者から番組再開の要望がよせられたが、再開することはなかった。フジテレビは再放送しか行われなかったが、翌年に劇場版が製作された。後に第33話は2008年にリリースされたDVD-BOXに収録されている。

### 「楽園」の実態
この事件について、当時の朝日新聞の記事によれば、韓国では北朝鮮は日本の左翼勢力や朝鮮総連が主張するような「楽園」ではなく、恐怖政治によって人々が抑圧されていることが証明された。事実、平新艇の乗員が韓国ではなく日本に向かったのは南（韓国）に行けば殺されるというデマを信じたためであった。ただし、北朝鮮の実情が日本社会で広く知られるようになるのはこの事件から数十年後のことである。